# Psammochela rigida
Psammochela rigida är en svampdjursart som först beskrevs av James Scott Bowerbank 1875.  Psammochela rigida ingår i släktet Psammochela och familjen Myxillidae.
Artens utbredningsområde är Singapore. Inga underarter finns listade i Catalogue of Life.